# Myripristis trachyacron
Myripristis trachyacron är en fiskart som beskrevs av Bleeker, 1863. Myripristis trachyacron ingår i släktet Myripristis och familjen Holocentridae. IUCN kategoriserar arten globalt som livskraftig. Inga underarter finns listade i Catalogue of Life.